# Сен-Пьер-дез-Иф
Сен-Пьер-дез-Иф (фр. Saint-Pierre-des-Ifs) — коммуна во Франции, находится в регионе Нижняя Нормандия. Департамент коммуны — Кальвадос. Входит в состав кантона Лизьё 3-й кантон. Округ коммуны — Лизьё.
Код INSEE коммуны — 14648.

## Население
Население коммуны на 2010 год составляло 470 человек.
| 1962 | 1968 | 1975 | 1982 | 1990 | 1999 | 2010 |
| ---- | ---- | ---- | ---- | ---- | ---- | ---- |
| 251  | 255  | 283  | 332  | 346  | 385  | 470  |

## Экономика
В 2010 году среди 298 человек трудоспособного возраста (15—64 лет) 216 были экономически активными, 82 — неактивными (показатель активности — 72,5 %, в 1999 году было 78,7 %). Из 216 активных жителей работали 206 человек (103 мужчины и 103 женщины), безработных было 10 (5 мужчин и 5 женщин). Среди 82 неактивных 35 человек были учениками или студентами, 29 — пенсионерами, 18 были неактивными по другим причинам.